# Pseudochiridium kenyense
Pseudochiridium kenyense es una especie de arácnido del orden Pseudoscorpionida de la familia Pseudochiridiidae.

## Distribución geográfica
Se encuentra en Kenia.